# Episinus antipodianus
Episinus antipodianus är en spindelart som beskrevs av O. Pickard-Cambridge 1879. Episinus antipodianus ingår i släktet Episinus och familjen klotspindlar. Inga underarter finns listade i Catalogue of Life.